# Joaquinianos

Los joaquinianos son un pueblo indígena originario de la Amazonia de Bolivia, asentado en el departamento del Beni. Los joaquinianos forman parte del grupo étnico de los baures, tradicionalmente hablaban el idioma joaquiniano y son mayormente de religión católica.

## Características
Toman su nombre del San Joaquín en la provincia de Mamoré en el departamento del Beni, ubicado a orillas del río Machupo, donde este grupo baure emigró desde Concepción de Baures.
Además del pueblo de San Joaquín, donde los joaquinianos producen ladrillos, artesanías y venden madera, también se distribuyen en unas diez comunidades formadas por unas diez familias, donde viven de la agricultura y la ganadería de ganado pequeño. Recientemente también se han embarcado en la producción de chocolate ecológico para la exportación. Los hombres también van a trabajar a las grandes granjas ganaderas.
El reconocimiento de los joaquinianos como pueblo indígena comenzó a partir de 1990, cuando se llevó a cabo una gran marcha en las tierras bajas indígenas hacia La Paz. Anteriormente se los consideraba campesinos descendientes de los baures. Es por esta razón que fueron reconocidos como territorio indígena en la propiedad colectiva.

## Población
En el censo boliviano de 2012 se autorreconocieron como joaquinianos 4223, de los cuales 3797 fueron censados en el departamento del Beni.

## Idioma
Desde la promulgación del decreto supremo n.º 25894 el 11 de septiembre de 2000 el joaquiniano es una de las lenguas indígenas oficiales de Bolivia, lo que fue incluido en la Constitución Política al ser promulgada el 7 de febrero de 2009.